# باسكال سيرفو
باسكال سيرفو (بالفرنسية: Pascal Cervo)‏ هو ممثل فرنسي، ولد في 1 يوليو 1977 في فرنسا.

## وصلات خارجية
- باسكال سيرفو على موقع IMDb (الإنجليزية)
- باسكال سيرفو على موقع ألو سيني (الفرنسية)
- باسكال سيرفو على موقع أول موفي (الإنجليزية)
- باسكال سيرفو على موقع قاعدة بيانات الفيلم (الإنجليزية)
- باسكال سيرفو على موقع كينوبويسك (الروسية)